# Primera División Femenil de México
Para la liga de futbol varonil, véase Primera División de México.
La Primera División Femenil de México, conocida también como Liga MX Femenil y por motivos de patrocinio Liga MX BBVA Femenil, es la principal liga de fútbol profesional para mujeres en México. Está regulada por la FMF (FEMEXFUT) e integrada por los representativos femeniles de los 18 equipos que conforman la Liga MX varonil.

## Historia y características
La Primera División Femenil de México surgió el 5 de diciembre de 2016 como una iniciativa de la Federación Mexicana de Fútbol para fortalecer el fútbol femenino. Los equipos que participen deberán tener 21 jugadoras de categoría sub-23, con cuatro elementos complementarios de menos de 17 años (Sub-17), y dos de categoría libre, pero todas tendrán que contar con nacionalidad mexicana.
Originalmente se contemplaba la participación de los 18 representativos femeniles de los equipos que compiten en la Primera División de México, sin embargo, este número se vio reducido debido a que Chiapas y Puebla declinaron su participación a causa de que ambos se encontraban en venta, además de haber tenido demasiados problemas de presupuesto, incluso para pagar las nóminas de sus planteles masculinos. Al descender Chiapas y ascender Lobos BUAP se le dio tiempo al conjunto de Lobos para desarrollar su equipo femenil.
Para la fase de Torneo Apertura 2018 los equipos Club Puebla y Lobos de la BUAP se incorporaron a la liga.
Durante el Torneo Guard1anes 2020, la liga batió récords en niveles de audiencia, con más de 4 millones de espectadores, de los cuales el 72% representó a la audiencia masculina y el 28% a la femenina, según mediciones de Ibope.
En mayo de 2021, la liga anunció que, a partir del Apertura 2021, los equipos participantes podrán contar con dos jugadoras extranjeras en su plantilla.

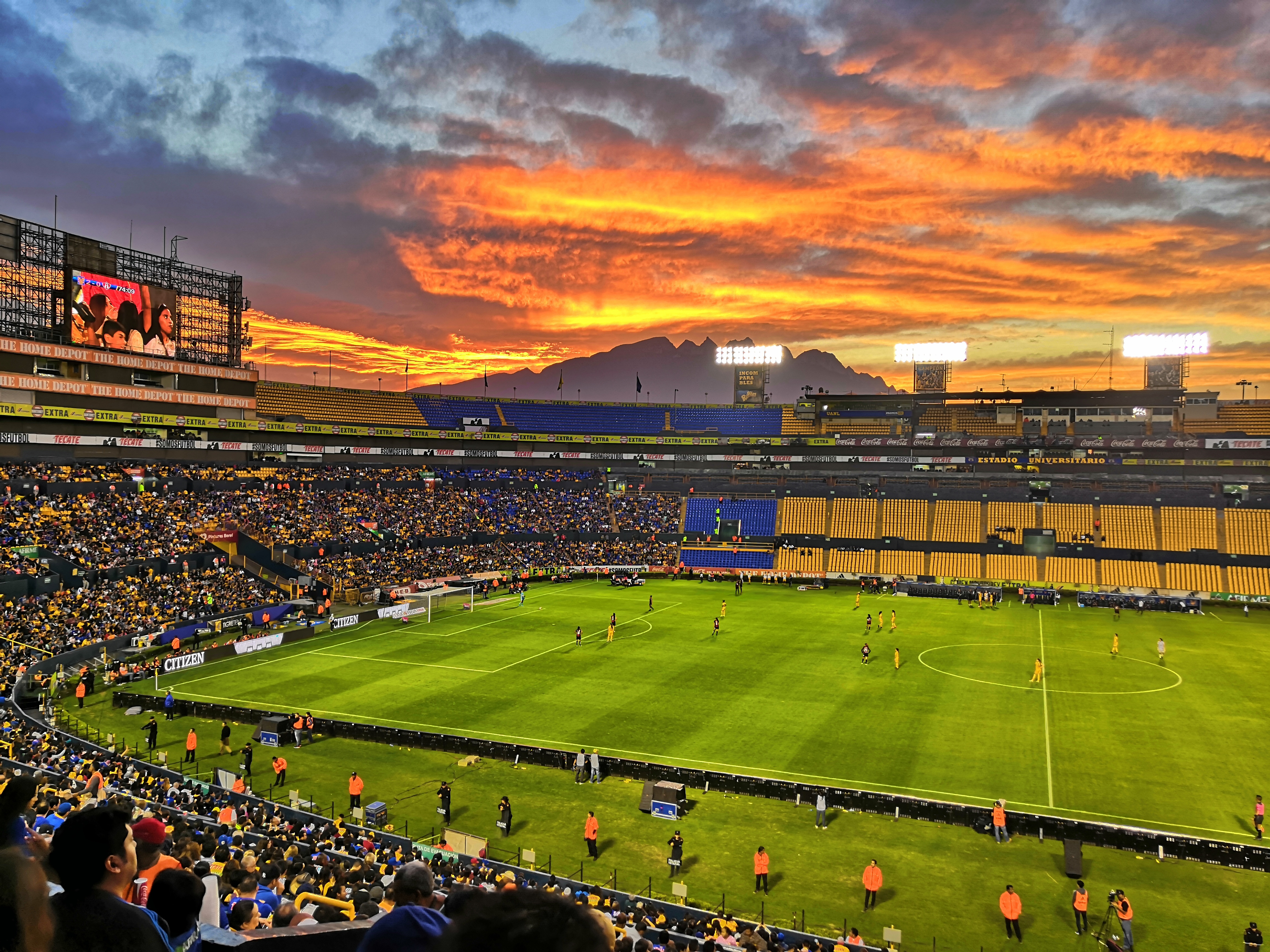
Tigres de la UANL vs Atlas, 3 de febrero de 2020

También se anunció la creación de la Liga MX Femenil Sub-17, contando con equipos que representan a las instituciones de la Primera División.

### Protección a la maternidad
Desde la temporada 2021-2022, la Liga MX Femenil adoptó el nuevo reglamento de la FIFA para la protección de la maternidad de jugadoras y entrenadoras, de manera que se garantice la sostenibilidad y expectativas a largo plazo de las jugadoras.
Entre los beneficios destacan el derecho a baja por maternidad, con período de descanso laboral de 14 semanas como mínimo, con dos terceras partes del salario estipulado en el contrato, el derecho al retomar la actividad futbolística y recibir apoyo médico continuo, y derecho a amamantar o extraerse leche en el club. Además, el club podrá inscribir provisionalmente a una jugadora fuera del período de inscripción para reemplazar temporalmente a la jugadora que esté de baja por maternidad.

## Equipos
La liga cuenta actualmente con 18 equipos. 
| N.º | Equipo                           | Entidad federativa |
| --- | -------------------------------- | ------------------ |
| 1   | Atlas Fútbol Club                | Jalisco            |
| 2   | Club América                     | Ciudad de México   |
| 3   | Club Atlético de San Luis        | San Luis Potosí    |
| 4   | Club de Fútbol Pachuca           | Hidalgo            |
| 5   | Club de Fútbol Monterrey         | Nuevo León         |
| 6   | Club de Fútbol Tigres de la UANL | Nuevo León         |
| 7   | Club Deportivo Guadalajara       | Jalisco            |
| 8   | Club León                        | Guanajuato         |
| 9   | Club Necaxa                      | Aguascalientes     |
| 10  | Club Puebla                      | Puebla             |
| 11  | Club Santos Laguna               | Coahuila           |
| 12  | Club Tijuana                     | Baja California    |
| 13  | Club Universidad Nacional        | Ciudad de México   |
| 14  | Cruz Azul Fútbol Club            | Ciudad de México   |
| 15  | Deportivo Toluca                 | Estado de México   |
| 16  | Fútbol Club Juárez               | Chihuahua          |
| 17  | Mazatlán Fútbol Club             | Sinaloa            |
| 18  | Querétaro Fútbol Club            | Querétaro          |

### Equipos por Entidad Federativa
Para el torneo de la liga, la entidad federativa de los Estados Unidos Mexicanos con más equipos en la Primera División Femenil es la Ciudad de México con tres equipos.
| Entidad Federativa | N.º | Equipos                    |
| ------------------ | --- | -------------------------- |
| Ciudad de México   | 3   | América, Cruz Azul y Pumas |
| Jalisco            | 2   | Atlas y Guadalajara        |
| Nuevo León         | 2   | Monterrey y Tigres         |
| Aguascalientes     | 1   | Necaxa                     |
| Baja California    | 1   | Xolas de Tijuana           |
| Chihuahua          | 1   | Juárez                     |
| Coahuila           | 1   | Santos Laguna              |
| Estado de México   | 1   | Toluca                     |
| Guanajuato         | 1   | León                       |
| Hidalgo            | 1   | Pachuca                    |
| Puebla             | 1   | Puebla                     |
| Querétaro          | 1   | Querétaro                  |
| San Luis Potosí    | 1   | San Luis                   |
| Sinaloa            | 1   | Mazatlán                   |

| Entidad Federativa | N.º | Equipos                    |
| ------------------ | --- | -------------------------- |
| Ciudad de México   | 3   | América, Cruz Azul y Pumas |
| Jalisco            | 2   | Atlas y Guadalajara        |
| Nuevo León         | 2   | Monterrey y Tigres         |
| Aguascalientes     | 1   | Necaxa                     |
| Baja California    | 1   | Xolas de Tijuana           |
| Chihuahua          | 1   | Juárez                     |
| Coahuila           | 1   | Santos Laguna              |
| Estado de México   | 1   | Toluca                     |
| Guanajuato         | 1   | León                       |
| Hidalgo            | 1   | Pachuca                    |
| Puebla             | 1   | Puebla                     |
| Querétaro          | 1   | Querétaro                  |
| San Luis Potosí    | 1   | San Luis                   |
| Sinaloa            | 1   | Mazatlán                   |

## Historial
| Temporada                                                                                   | Campeonas                                                                                   | Resultado                                                                                   | Subcampeonas                                                                                | Notas                                                                                       |
| Campeonatos Mexicano de Liga Femenil de la Primera División Profesional Apertura y Clausura | Campeonatos Mexicano de Liga Femenil de la Primera División Profesional Apertura y Clausura | Campeonatos Mexicano de Liga Femenil de la Primera División Profesional Apertura y Clausura | Campeonatos Mexicano de Liga Femenil de la Primera División Profesional Apertura y Clausura | Campeonatos Mexicano de Liga Femenil de la Primera División Profesional Apertura y Clausura |
| ------------------------------------------------------------------------------------------- | ------------------------------------------------------------------------------------------- | ------------------------------------------------------------------------------------------- | ------------------------------------------------------------------------------------------- | ------------------------------------------------------------------------------------------- |
| AP. 2017                                                                                    | Guadalajara                                                                                 | 3–2                                                                                         | Pachuca                                                                                     |                                                                                             |
| CL. 2018                                                                                    | Tigres UANL                                                                                 | 4–4 (4–2 pen.)                                                                              | Monterrey                                                                                   |                                                                                             |
| AP. 2018                                                                                    | América                                                                                     | 3–3 (3–1 pen.)                                                                              | Tigres UANL                                                                                 |                                                                                             |
| CL. 2019                                                                                    | Tigres UANL                                                                                 | 3–2                                                                                         | Monterrey                                                                                   |                                                                                             |
| AP. 2019                                                                                    | Monterrey                                                                                   | 2–1                                                                                         | Tigres UANL                                                                                 |                                                                                             |
| CL. 2020                                                                                    | Suspendido debido a la pandemia por COVID-19                                                | Suspendido debido a la pandemia por COVID-19                                                | Suspendido debido a la pandemia por COVID-19                                                | Suspendido debido a la pandemia por COVID-19                                                |
| G. 2020                                                                                     | Tigres UANL                                                                                 | 1–1 (3–2 pen.)                                                                              | Monterrey                                                                                   |                                                                                             |
| G. 2021                                                                                     | Tigres UANL                                                                                 | 7–4                                                                                         | Guadalajara                                                                                 | Primer bicampeonato de torneos cortos en la historia de la Liga MX Femenil.                 |
| AP. 2021                                                                                    | Monterrey                                                                                   | 2–2 (3–1 pen.)                                                                              | Tigres UANL                                                                                 |                                                                                             |
| CL. 2022                                                                                    | Guadalajara                                                                                 | 4–3                                                                                         | Pachuca                                                                                     |                                                                                             |
| AP. 2022                                                                                    | Tigres UANL                                                                                 | 3–0                                                                                         | América                                                                                     | Tigres UANL fue la primera franquicia de la Liga MX Femenil en llegar a cinco campeonatos.  |
| CL. 2023                                                                                    | América                                                                                     | 4–2                                                                                         | Pachuca                                                                                     |                                                                                             |
| AP. 2023                                                                                    | Tigres UANL                                                                                 | 3–0                                                                                         | América                                                                                     |                                                                                             |
| CL. 2024                                                                                    | Monterrey                                                                                   | 2–2 (4–3 pen.)                                                                              | América                                                                                     |                                                                                             |
| AP. 2024                                                                                    | Monterrey                                                                                   | 3–3 (4–3 pen.)                                                                              | Tigres UANL                                                                                 | Segundo bicampeonato de torneos cortos en la historia de la Liga MX Femenil.                |
| CL. 2025                                                                                    | Pachuca                                                                                     | 3–2                                                                                         | América                                                                                     |                                                                                             |

## Palmarés
| Club        | Campeonatos | Subcampeonatos | Años de los campeonatos                                  | Años subcampeón                        |
| ----------- | ----------- | -------------- | -------------------------------------------------------- | -------------------------------------- |
| Tigres UANL | 6           | 4              | CL. 2018, CL. 2019, G. 2020, G. 2021, AP. 2022, AP. 2023 | AP. 2018, AP. 2019, AP. 2021, AP. 2024 |
| Monterrey   | 4           | 3              | AP. 2019, AP. 2021, CL. 2024, AP. 2024                   | CL. 2018, CL. 2019, G. 2020            |
| América     | 2           | 4              | AP. 2018, CL. 2023                                       | AP. 2022, AP. 2023, CL. 2024, CL. 2025 |
| Guadalajara | 2           | 1              | AP. 2017, CL. 2022                                       | G. 2021                                |
| Pachuca     | 1           | 3              | CL. 2025                                                 | AP. 2017, CL. 2022, CL. 2023           |

## Datos históricos

### Fase Regular (2017-2025)
Resaltados equipos activos en el máximo circuito hasta la temporada Clausura 2025
 Actualizado al: 18 de abril de 2025
| #   | Equipos                     | Var.        | PJ  | PG  | PE | PP  | GF  | GC  | Dif. | Pts. | Rend. |
| --- | --------------------------- | ----------- | --- | --- | -- | --- | --- | --- | ---- | ---- | ----- |
| 1.  | Tigres                      | Sin cambios | 256 | 191 | 41 | 24  | 703 | 186 | 517  | 614  | 79.9% |
| 2.  | Monterrey                   | Sin cambios | 256 | 185 | 39 | 32  | 669 | 237 | 432  | 594  | 77.3% |
| 3.  | Club América                | Sin cambios | 257 | 167 | 49 | 41  | 644 | 236 | 408  | 550  | 71.3% |
| 4.  | Guadalajara                 | Sin cambios | 258 | 160 | 50 | 48  | 520 | 236 | 284  | 530  | 68.5% |
| 5.  | Pachuca                     | Sin cambios | 257 | 150 | 46 | 61  | 559 | 300 | 259  | 496  | 64.3% |
| 6.  | Atlas                       | Sin cambios | 257 | 121 | 55 | 81  | 427 | 366 | 61   | 418  | 54.2% |
| 7.  | Pumas de la UNAM            | Sin cambios | 257 | 112 | 65 | 80  | 405 | 301 | 104  | 401  | 52.0% |
| 8.  | Toluca                      | Sin cambios | 258 | 109 | 48 | 101 | 377 | 374 | 3    | 375  | 48.4% |
| 9.  | Tijuana                     | Sin cambios | 257 | 88  | 64 | 105 | 359 | 387 | -28  | 328  | 42.5% |
| 10. | León                        | Sin cambios | 257 | 81  | 52 | 124 | 324 | 458 | -134 | 295  | 38.3% |
| 11. | Querétaro                   | Sin cambios | 258 | 74  | 60 | 124 | 285 | 450 | -165 | 282  | 36.4% |
| 12. | Cruz Azul                   | Sin cambios | 258 | 72  | 57 | 129 | 289 | 435 | -146 | 273  | 35.3% |
| 13. | Santos Laguna               | Sin cambios | 257 | 59  | 46 | 152 | 281 | 543 | -262 | 223  | 28.9% |
| 14. | Club Puebla                 | Sin cambios | 230 | 54  | 53 | 123 | 213 | 374 | -161 | 215  | 31.2% |
| 15. | FC Juárez                   | Sin cambios | 197 | 58  | 39 | 100 | 239 | 321 | -82  | 213  | 36.0% |
| 16. | Atlético San Luis           | 1           | 197 | 42  | 39 | 116 | 204 | 408 | -204 | 165  | 27.9% |
| 17. | Club Necaxa                 | 1           | 257 | 39  | 45 | 173 | 173 | 549 | -376 | 162  | 21.0% |
| 18. | Mazatlán FC                 | Sin cambios | 170 | 28  | 25 | 117 | 126 | 461 | -335 | 109  | 21.4% |
| 19. | Monarcas Morelia            | Sin cambios | 88  | 23  | 18 | 47  | 97  | 182 | -85  | 87   | 32.9% |
| 20. | Tiburones Rojos de Veracruz | Sin cambios | 78  | 17  | 16 | 45  | 59  | 142 | -83  | 67   | 28.6% |
| 21. | Lobos de la BUAP            | Sin cambios | 32  | 10  | 5  | 17  | 38  | 45  | -7   | 35   | 36.5% |

- También se contabilizan los partidos del Clausura 2020, la cual fue suspendida después de la jornada 10 a causa de la contingencia mundial sanitaria (Covid-19) por lo que los equipos solo disputaron entre 8-10 partidos.

### Liguilla (2017-2025)
Actualizado al último partido disputado el: 12 de mayo de 2025
| #   | Equipos     | Var.        | PJ | PG | PE | PP | GF  | GC | Dif. | Pts. | Rend. |
| --- | ----------- | ----------- | -- | -- | -- | -- | --- | -- | ---- | ---- | ----- |
| 1.  | Tigres      | Sin cambios | 74 | 42 | 21 | 11 | 149 | 63 | 86   | 147  | 66.2% |
| 2.  | Monterrey   | Sin cambios | 68 | 31 | 22 | 15 | 106 | 71 | 35   | 115  | 56.4% |
| 3.  | América     | Sin cambios | 64 | 30 | 16 | 18 | 106 | 88 | 18   | 106  | 55.2% |
| 4.  | Pachuca     | Sin cambios | 50 | 21 | 5  | 24 | 73  | 83 | -10  | 68   | 45.3% |
| 5.  | Guadalajara | Sin cambios | 46 | 13 | 15 | 18 | 65  | 73 | -8   | 54   | 39.1% |
| 6.  | Atlas       | Sin cambios | 20 | 5  | 5  | 10 | 19  | 33 | -14  | 20   |       |
| 8.  | Toluca      | 1           | 14 | 2  | 2  | 10 | 9   | 33 | -24  | 8    |       |
| 7.  | Tijuana     | 1           | 12 | 1  | 3  | 8  | 10  | 25 | -15  | 6    |       |
| 15. | Juárez      | 1           | 6  | 1  | 1  | 4  | 5   | 12 | -7   | 4    |       |
| 9.  | Querétaro   | Sin cambios | 4  | 1  | 0  | 3  | 4   | 8  | -4   | 3    |       |
| 10. | UNAM        | Sin cambios | 16 | 0  | 3  | 13 | 12  | 40 | -28  | 3    |       |
| 11. | León        | Sin cambios | 4  | 0  | 1  | 3  | 2   | 7  | -5   | 1    |       |
| 12. | Santos      | Sin cambios | 2  | 0  | 1  | 1  | 3   | 4  | -1   | 1    |       |
| 13. | Cruz Azul   | 1           | 4  | 0  | 1  | 3  | 1   | 10 | -9   | 1    |       |
| 14. | Puebla      | 1           | 2  | 0  | 0  | 2  | 1   | 4  | -3   | 0    |       |

- En el Clausura 2020 no existió Liguilla, debido a la suspensión de la Liga a causa del Covid-19.

### Campeonas de goleo individual
- Los goles contabilizados para el título de goleo, solo contemplan los de fase regular, y no los de liguilla o partidos extra.

 Actualizado al último partido disputado el: 13 de mayo de 2025
| Año           | Nombre                                       | Equipo                                       | Goles                                        |
| ------------- | -------------------------------------------- | -------------------------------------------- | -------------------------------------------- |
| Apertura 2017 | Lucero Cuevas                                | América                                      | 15                                           |
| Clausura 2018 | Lucero Cuevas                                | América                                      | 15                                           |
| Apertura 2018 | Desirée Monsiváis                            | Monterrey                                    | 13                                           |
| Clausura 2019 | Isela Ojeda                                  | Santos                                       | 7                                            |
| Clausura 2019 | Fabiola Ibarra                               | Atlas                                        | 7                                            |
| Apertura 2019 | Desirée Monsiváis                            | Monterrey                                    | 17                                           |
| Apertura 2019 | Viridiana Salazar                            | Pachuca                                      | 17                                           |
| Clausura 2020 | Suspendido debido a la pandemia por COVID-19 | Suspendido debido a la pandemia por COVID-19 | Suspendido debido a la pandemia por COVID-19 |
| Apertura 2020 | Katty Martínez                               | Tigres                                       | 18                                           |
| Clausura 2021 | Alison González                              | Atlas                                        | 18                                           |
| Apertura 2021 | Alicia Cervantes                             | Guadalajara                                  | 17                                           |
| Clausura 2022 | Alicia Cervantes                             | Guadalajara                                  | 14                                           |
| Apertura 2022 | Mia Fishel                                   | Tigres                                       | 17                                           |
| Clausura 2023 | Charlyn Corral                               | Pachuca                                      | 20                                           |
| Apertura 2023 | Alicia Cervantes                             | Guadalajara                                  | 15                                           |
| Apertura 2023 | Maricarmen Reyes                             | Tigres                                       | 15                                           |
| Clausura 2024 | Charlyn Corral                               | Pachuca                                      | 19                                           |
| Apertura 2024 | Charlyn Corral                               | Pachuca                                      | 18                                           |
| Clausura 2025 | Charlyn Corral                               | Pachuca                                      | 21                                           |

### Máximas goleadoras
Para un completo detalle véase Máximas goleadoras de la Liga Mx Femenil
 Actualizado al último partido disputado el: 30 de agosto de 2024
| Pos  | Nacionalidad | Nombre               | Goles |
| ---- | ------------ | -------------------- | ----- |
| 1.º  | México       | Katty Martínez       | 148   |
| 2.º  | México       | Alicia Cervantes     | 141   |
| 3.º  | México       | Desirée Monsiváis    | 133   |
| 4.º  | México       | Alison González      | 114   |
| 5.º  | México       | Lizbeth Ovalle       | 113   |
| 6.º  | México       | Stephany Mayor       | 106   |
| 7.º  | México       | Daniela Espinosa     | 101   |
| 8.º  | México       | Charlyn Corral       | 90    |
| 9.º  | México       | Viridiana Salazar    | 89    |
| 10.º | México       | Christina Burkenroad | 80    |

| Máximas goleadoras en temporada regular | Máximas goleadoras en temporada regular | Máximas goleadoras en temporada regular | Máximas goleadoras en temporada regular |
| Pos                                     | Nacionalidad                            | Nombre                                  | Goles                                   |
| --------------------------------------- | --------------------------------------- | --------------------------------------- | --------------------------------------- |
| 1.º                                     | México                                  | Katty Martínez                          | 125                                     |
| 2.º                                     | México                                  | Alicia Cervantes                        | 123                                     |
| 3.º                                     | México                                  | Desirée Monsiváis                       | 116                                     |
| 4.º                                     | México                                  | Alison González                         | 98                                      |
| 5.º                                     | México                                  | Daniela Espinosa                        | 91                                      |
| Máximas goleadoras en liguilla          |                                         |                                         |                                         |
| Pos                                     | Nacionalidad                            | Nombre                                  | Goles                                   |
| 1.º                                     | México                                  | Lizbeth Ovalle                          | 27                                      |
| 2.º                                     | México                                  | Katty Martínez                          | 23                                      |
| 3.º                                     | México                                  | Daniela Espinosa                        | 21                                      |
| 4.º                                     | México                                  | Alicia Cervantes                        | 18                                      |
| 5.º                                     | México                                  | Desirée Monsiváis                       | 17                                      |

| Pos  | Nacionalidad | Nombre               | Goles |
| ---- | ------------ | -------------------- | ----- |
| 1.º  | México       | Katty Martínez       | 148   |
| 2.º  | México       | Alicia Cervantes     | 141   |
| 3.º  | México       | Desirée Monsiváis    | 133   |
| 4.º  | México       | Alison González      | 114   |
| 5.º  | México       | Lizbeth Ovalle       | 113   |
| 6.º  | México       | Stephany Mayor       | 106   |
| 7.º  | México       | Daniela Espinosa     | 101   |
| 8.º  | México       | Charlyn Corral       | 90    |
| 9.º  | México       | Viridiana Salazar    | 89    |
| 10.º | México       | Christina Burkenroad | 80    |

| Máximas goleadoras en temporada regular | Máximas goleadoras en temporada regular | Máximas goleadoras en temporada regular | Máximas goleadoras en temporada regular |
| Pos                                     | Nacionalidad                            | Nombre                                  | Goles                                   |
| --------------------------------------- | --------------------------------------- | --------------------------------------- | --------------------------------------- |
| 1.º                                     | México                                  | Katty Martínez                          | 125                                     |
| 2.º                                     | México                                  | Alicia Cervantes                        | 123                                     |
| 3.º                                     | México                                  | Desirée Monsiváis                       | 116                                     |
| 4.º                                     | México                                  | Alison González                         | 98                                      |
| 5.º                                     | México                                  | Daniela Espinosa                        | 91                                      |
| Máximas goleadoras en liguilla          |                                         |                                         |                                         |
| Pos                                     | Nacionalidad                            | Nombre                                  | Goles                                   |
| 1.º                                     | México                                  | Lizbeth Ovalle                          | 27                                      |
| 2.º                                     | México                                  | Katty Martínez                          | 23                                      |
| 3.º                                     | México                                  | Daniela Espinosa                        | 21                                      |
| 4.º                                     | México                                  | Alicia Cervantes                        | 18                                      |
| 5.º                                     | México                                  | Desirée Monsiváis                       | 17                                      |

## Goles históricos
| Gol                                        | Fecha                    | Jugador                   | Club      | Local   | Resultado | Visitante | Nota |
| ------------------------------------------ | ------------------------ | ------------------------- | --------- | ------- | --------- | --------- | --- |
| 1                                          | 28 de julio de 2017      | Berenice Muñoz (51')      | Pachuca   | Pachuca | 3 - 0     | UNAM      | Primer gol de liga y primer gol profesional femenil en México.                                                                 |
| 100                                        | 19 de agosto de 2017     | Dayana Cázares (26')      | América   | América | 5 - 0     | Morelia   | Gol 100 de la Liga. |
| Más Jóven                                  | 18 de octubre de 2017    | Layla García (89')        | Morelia   | Morelia | 1 - 0     | Tijuana   | El gol más joven en la liga, se anotó por Layla García con 12 años 10 meses y 23 días.                                         |
| 500                                        | 29 de enero de 2018      | Lizbeth Ángeles (42')     | Pachuca   | Pachuca | 1 - 0     | Tijuana   | Gol 500 de la Liga. |
| 1000                                       | 21 de septiembre de 2018 | Diana Evangelista (53')   | Monterrey | Necaxa  | 0 - 2     | Monterrey | Gol 1000 de la Liga. |
| 2000                                       | 19 de octubre de 2019    | Yamile Franco (59')       | León      | UNAM    | 0 - 1     | León      | Gol 2000 de la Liga. Autogol.                                                                                                  |
| 3000                                       | 13 de febrero de 2021    | Álison González (13')     | Atlas     | Atlas   | 3 - 2     | Santos    | Gol 3000 de la Liga. |
| 4000                                       | 5 de marzo de 2022       | Alejandra Lomelí (84')    | Atlas     | Atlas   | 6 - 1     | Tijuana   | Gol 4000 de la Liga. |
| Más Rápido                                 | 26 de septiembre de 2022 | Jermaine Seoponsenwe (1') | Juárez    | Juárez  | 3 - 0     | Necaxa    | Gol más rápido de la liga, anotado a los 9 segundos.                                                                           |
| 5000                                       | 24 de febrero de 2023    | Aurelie Kaci (45')        | América   | América | 3 - 0     | San Luis  | Gol 5000 de la Liga. *Conteo de la página oficial tiene errores, por lo que se acredita erróneamente a Daniela Calderón (León) |
| 6000                                       | 18 de enero de 2024      | Charlyn Corral (31')      | Pachuca   | Pachuca | 1 -1      | Juárez    | Gol 6000 de la Liga. |
| 7000                                       | 10 de noviembre de 2024  | Andrea Pereira (40')      | Pachuca   | Pachuca | 2 – 1     | Juárez    | Gol 7000 de la historia de la Liga.                                                                                            |
| Fecha de actualización: 8 de enero de 2025 |                          |                           |           |         |           |           | |

No se consideran goles por alineación indebida